# Зонтик Уитни

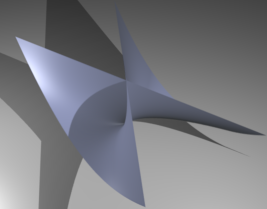
Зонтик Уитни

Зонтик Уитни — нерегулярная поверхность в трёхмерном пространстве, а также название типа сингулярности в теории катастроф. Она может быть представлена линейчатой поверхностью и правильным коноидом.
Названа в честь американского математика Хасслера Уитни.

## Описание и свойства
В подходящей системе координат (точнее говоря, при подходящем выборе двух систем координат: в трёхмерном пространстве-образе и на плоскости-прообразе) зонтик Уитни можно задать следующим параметрическими уравнениями:
{\displaystyle \left\{{\begin{aligned}x(u,v)&=u\cdot v\\y(u,v)&=v\\z(u,v)&=u^{2}\\\end{aligned}}\right.}
или неявным уравнением
{\displaystyle x^{2}=y^{2}\cdot z,}
которое также включает отрицательные значения на оси {\displaystyle z} (ручку зонтика). Зонтик Уитни — единственный тип сингулярности гладких отображений {\displaystyle \mathbb {R} ^{2}\to \mathbb {R} ^{3}}, устойчивый относительно малых возмущений.

## Галерея

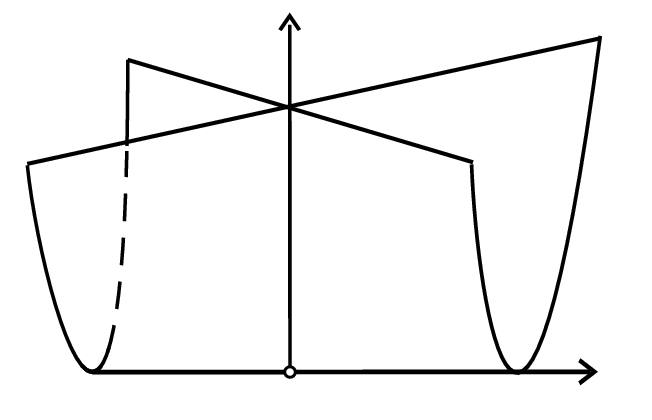
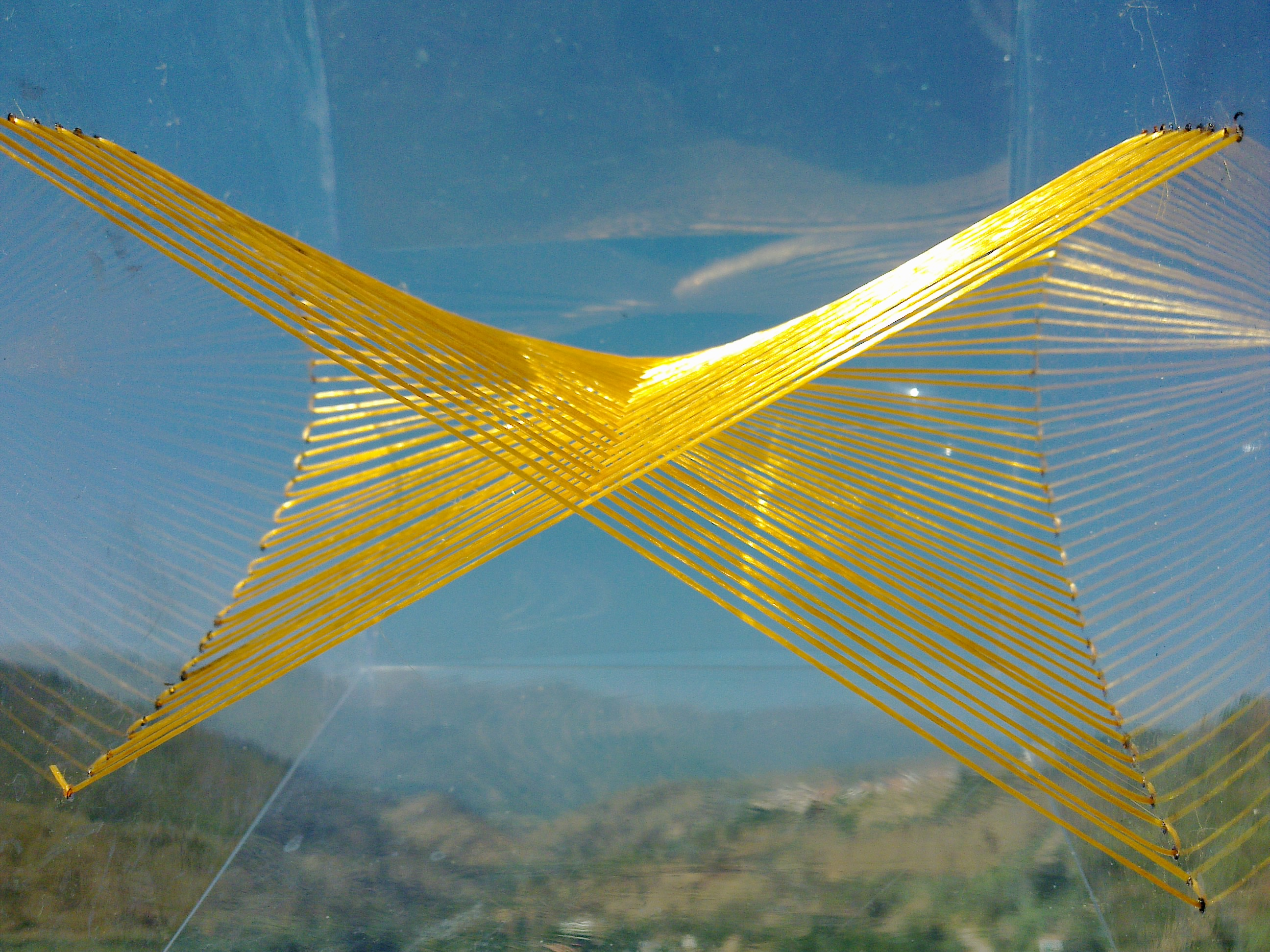